# West Glendive
West Glendive – jednostka osadnicza w Stanach Zjednoczonych, w stanie Montana, w hrabstwie Dawson.